# Platygastoides magnus
Platygastoides magnus är en stekelart som beskrevs av Girault 1926. Platygastoides magnus ingår i släktet Platygastoides och familjen gallmyggesteklar. Inga underarter finns listade i Catalogue of Life.